# Бюльбюль малазійський
Бюльбю́ль малазійський (Pycnonotus pseudosimplex) — вид горобцеподібних птахів родини бюльбюлевих (Pycnonotidae). Ендемік Калімантану. Описаний у 2019 році.

## Поширення
Малазійські бюльбюлі є ендеміками вологих тропічних лісів Калімантану.

## Таксономія
Раніше вид вважався білоокою морфою борнейської популяції бюльбюля світлоокого (Pycnonotus simplex). У цього виду існують білоокі морфи поза Борнео. Однак генетичний аналіз вказав на те, що борнейська білоока популяція генетично найтісніше пов'язана з палаванським бюльбюлем, в той час як борнейська червоноока популяція належить до P. simplex.